# Bishop Hills, Texas
Bishop Hills là một thị trấn thuộc quận Potter, tiểu bang Texas, Hoa Kỳ. Năm 2010, dân số của thị trấn này là 193 người.

## Dân số
- Dân số năm 2000: 210 người.
- Dân số năm 2010: 193 người.